# Wojciech Wijuk Kojałowicz
Wojciech Wijuk Kojałowicz herbu Kościesza Odmienna (ur. 1609 w Kownie – zm. 6 października 1677 w Warszawie) – litewski historyk i teolog, jezuita.
Urodzony w mieszczańsko-szlacheckiej rodzinie, wszechstronnie wykształcony, studiował retorykę, teologię, filozofię; w Akademii Wileńskiej wykładał logikę, fizykę, metafizykę i etykę. Wraz z braćmi wstąpił do zakonu jezuitów i powołał w Kownie kolegium. Pełnił jednocześnie funkcje kaznodziei, cenzora ksiąg i doradcy biskupów. W 1653 roku został rektorem Akademii Wileńskiej. Znany ze szczególnego talentu do dyskusji.

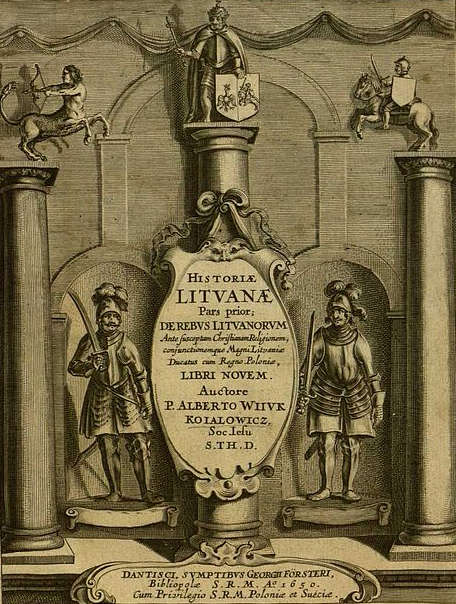
Historie Lituanae - strona tytułowa

## Dorobek literacki
- wielki herbarz litewski pt. Herbarz rycerstwa Wielkiego Księstwa Litewskiego tj.Compendium 1650 oraz Nomenclator 1656.
- Historia Lithuania (1669)
- O rzeczach do wiary należących. Rozmowy teologa z różnymi wiary prawdziwej przeciwnikami[1] (1671)
- Miscellanea rerum ad statum ecclesiasticum in Magno Lithuaniae Ducatu pertinentia[2] (1650; synteza dziejów i współczesności chrześcijaństwa na Litwie)
- 30 innych, pomniejszych dzieł

Dzieła w :
- FBC
- archive Historia Lithuanae cz. 1 cz. 2
- Google